# Trevenzuolo
Trevenzuolo és un comune (municipi) de la província de Verona, a la regió italiana del Vèneto.
A 1 de gener de 2020 la seva població era de 2.763 habitants.
Trevenzuolo limita amb els següents municipis: Castelbelforte, Erbè, Isola della Scala, Nogarole Rocca, Roverbella i Vigasio.